# Stigmatorhynchus
Stigmatorhynchus là chi thực vật có hoa trong họ Apocynaceae.